# Francesco D'Macho
Francesco D’Macho (Roma, Italia, 29 de enero de 1979) es un actor pornográfico de origen italiano que ha aparecido en películas y revistas gay. 
Trabajó durante un tiempo en exclusiva para la productora Hot House, donde debutó, en la película "Black". Es también diseñador gráfico, con una maestría en la misma rama. Es abiertamente gay y en el 2008 junto con el actor gay Damien Crosse, lanzó Stag Homme Studios, un sello de producción de películas pornográficas homosexuales con sede en Madrid, España.
El 23 de mayo de 2009, contrajo matrimonio en Madrid con su novio, Damien Crosse un año más tarde 2010 se divorciaron.

## Filmografía
- Black & Blue (2006)
- Private Lowlife (2006)
- Black (2006)
- Trunks 3 (2006)
- Tough Stuff (2007)
- Communion (2007)
- Trunks 4: White Heat (2007)
- Jockstrap (2007)
- Verboten Part 2 (2008)
- Robert Van Damme Collection (2008)
- Backroom Exclusive 1 (2008)
- Backroom Exclusive 3 (2008)
- Paging Dr. Finger (2008)
- The Rider (2008)
- The Deal (2008)
- Woodwork (2008)
- Porn Stars in Love (2009)
- Focus/Refocus (2009)
- Stag Figh (2009)
- Stag Reel (2010)
- L.A. Zombie (2010)
- Tales of the Arabian Nights (2010)
- Giants - Part 1 (2011)
- Giants - Part 2 (2011)
- Cum in my face (Raging Stallion/Stag Hommes) (2011)
- 'bed in ass' (2012)

## Premios
- 2007 Premio Adulto Erótico Gay - Mejor actor versátil[3]
- 2007 Premios GAYVN - Mejor artista revelación